# Yohannes Mohamed
Pour les articles homonymes, voir Mohamed.
Yohannes Mohamed, né le 21 janvier 1948 à Wello, est un athlète éthiopien.

## Carrière
Yohannes Mohamed dispute les séries du 3 000 mètres steeple masculin aux Jeux olympiques d'été de 1972 à Munich. Il remporte la médaille de bronze du 3 000 mètres steeple aux Jeux africains de 1973 à Lagos. Il obtient dans la même épreuve la médaille d'argent aux Jeux afro-latino-américains de 1973 à Guadalajara. Médaillé d'or du 5 000 mètres aux Jeux africains de 1978 à Alger, il obtient ensuite une médaille d'argent dans la même discipline à la Spartakiade de 1979 à Moscou. 
Aux Championnats d'Afrique d'athlétisme 1979 à Dakar, il est médaillé d'argent du 5 000 mètres ainsi que du 10 000 mètres et médaillé de bronze du 3 000 mètres steeple.
Il termine ensuite 10e du 5 000 mètres masculin aux Jeux olympiques d'été de 1980 à Moscou.